# 拉纳普尔
拉纳普尔（Ranapur），是印度中央邦Jhabua县的一个城镇。总人口10617（2001年）。

## 人口
该地2001年总人口10617人，其中男性5483人，女性5134人；0—6岁人口1707人，其中男898人，女809人；识字率62.36%，其中男性为70.93%，女性为53.21%。